# Александр Дякович
Александр Іванов Дякович (болг. Александър Дякович; нар. 16 жовтня 1860, Болград — пом. 27 березня 1931, Софія) — болгарський юрист і громадський діяч. Брат Бориса Дяковича і Володимира Дяковича.

## Життєпис
Народився 16 жовтня 1860 року в Болграді в родині Івана Дяковича. Навчався в Болградській гімназії. Потім здобув військову освіту в Одесі та закінчив юридичний факультет Загребського університету.
Брав добровольцем у Сербсько-турецькій війні 1876 року. Після початку російсько-турецької війни записався добровольцем до Болгарської добровольчої армії, з якою воював під Шипкою.
Після 1878 року працював суддею та прокурором у Софії, Русе та Тирнові. Був головою Варненського окружного суду. Автор першого болгарського кримінального кодексу. У Варні Дякович був активістом Македоно-Адріатичної організації та головою Варненського Македоно-Адріатичного товариства. Також був першим головою Варненського мисливського товариства.
Помер 27 березня 1931 року. Похований на Центральному кладовищі Софії.
Іменем Александра Дяковича названа вулиця у Варні.